# Pointe de Sangomar

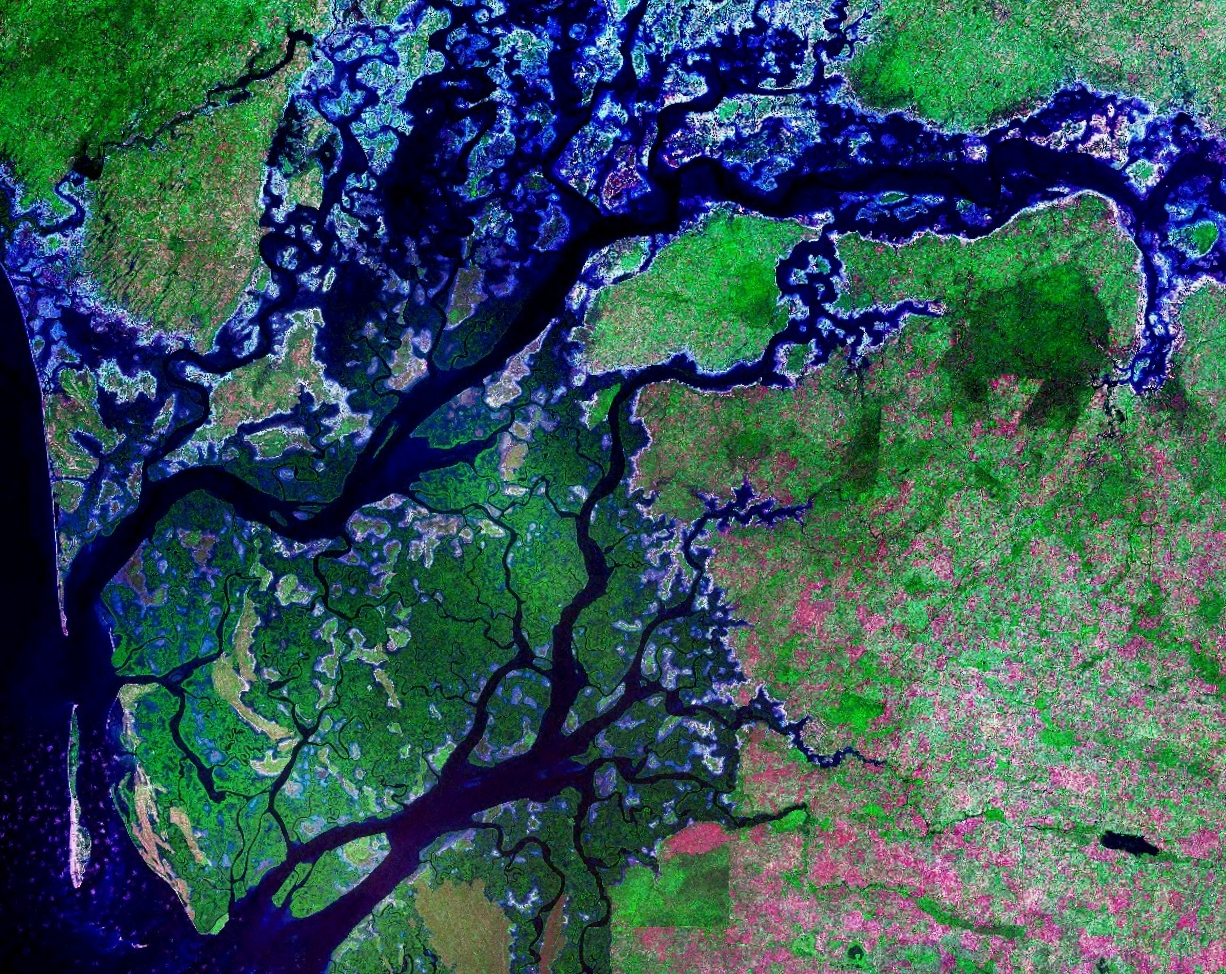
La pointe de Sangomar rompue, visible à gauche sur une image de la NASA (2000)

La pointe de Sangomar est une flèche littorale située sur l'océan Atlantique, au débouché du delta du Saloum, qui marque la fin de la Petite-Côte à l'Ouest du Sénégal.
Cet étroit banc de sable s'étend vers le Sud sur une vingtaine de kilomètres à partir de Palmarin-Diakhanor. Menacé de longue date par l'érosion côtière, le fragile cordon a été une nouvelle fois rompu par un raz-de-marée en 1987, donnant naissance à l'île de Sangomar. La brèche entre ce nouvel îlot et la pointe où se trouve le village de Djiffer continue de s'élargir.

## Géomorphologie et environnement
La rupture de la flèche de Sangomar est l'aboutissement d'un processus naturel vieux de quelques millénaires, déjà remarqué par les marins.
En 1891 on constatait ainsi que la pointe avait été rognée de 25 à 30 m depuis 1886. Au XXe siècle plusieurs ruptures sont signalées en 1909, 1928, 1960, 1970.
De grande ampleur, la dernière en date se produit le 27 février 1987 au lieu-dit Lagoba. Un an plus tard la brèche mesure 1 km de large, et dix ans plus tard environ 4 km. Plusieurs campements et bâtiments ont été détruits. L'usine de conditionnement de poisson de Djifer a été fermée en 1996. En effet le village, situé à 4 km au Nord du premier point de rupture, est de plus en plus menacé et les autorités envisagent l'évacuation de ses habitants vers le nouveau port de Diakhanor.
Parallèlement au phénomène d'érosion se produit un processus de sédimentation : l'extrémité Sud de la nouvelle île de Sangomar s'étend de 100 m par an vers le Sud et, sur la rive opposée, les abords des villages de Niodior et Dionewar s'ensablent considérablement, ce qui réduit le trafic des embarcations et contribue à l'enclavement des populations.
Tous ces phénomènes sont suivis de près par un organisme créé avec le soutien de l'UNESCO en 1984, l'Équipe pluridisciplinaire d'étude des écosystèmes côtiers (EPEEC).

## Histoire

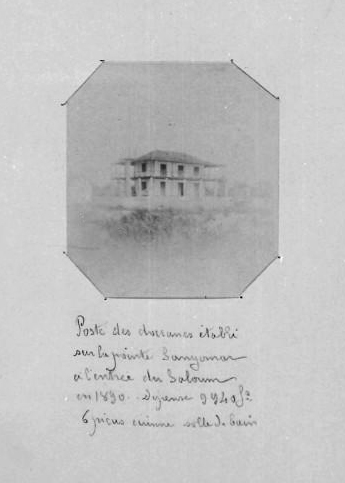
Poste des douanes établi sur la pointe de Sangomar en 1890.

La pointe de Sangomar est aussi décrite depuis longtemps par les navigateurs et les ingénieurs hydrographes à cause de sa barre et en raison de sa position stratégique en aval du port de Kaolack, centre de production important pour l'arachide et le sel.
Au milieu du XIXe siècle, Faidherbe, alors gouverneur du Sénégal, cherche à prendre le contrôle des pays de l'arachide et à encercler le Cayor. Il mène notamment une expédition au Sine en mai 1859. Pour consolider les positions françaises, et comme à Rufisque (Cayor), Saly-Portudal (Baol), Kaolack (Saloum) et Joal (Sine), un fortin est construit à Sangomar. En 1890 on y édifie un poste de douane.

## Toponymie
Selon Henry Gravrand, le mot « Sangomar » désigne chez les Sérères le « village des ombres », les « Champs Élysées ».

## Anthropologie
Dans la tradition sérère, la pointe de Sangomar – inhabitée – est un endroit réputé être un lieu de rassemblement des génies (rab). Les populations riveraines continuent de se rendre dans cette île pour des sacrifices aux ancêtres.
« Sangomar, lieu de culte sereer, Palmarin », figure sur la liste des monuments et sites historiques au Sénégal.

## Littérature
Le président Léopold Sédar Senghor, lui-même d'origine sérère, fait une discrète référence à Sangomar dans l'un de ses poèmes : 
« Je t'ai offert des fleurs sauvages, dont le parfum est mystérieux comme des yeux de sorcier
Et leur éclat a la richesse du crépuscule à Sangomar. »
« Pointe de Sangomar » est aussi le nom de l'avion présidentiel, acheté en 1978 par Senghor.
En 2019, Fatou Diome, elle-même originaire de l'île de Niodior toute proche, publie un roman intitulé Les Veilleurs de Sangomar.